# Lillian Palmer
Lillian Emily Palmer-Alderson, kanadska atletinja, * 23. junij 1913, Vancouver, Kanada, † 28. marec 2001, Vancouver.
Nastopila je na olimpijskih igrah leta 1932, kjer je osvojila srebrno medaljo v štafeti 4x100 m. Na igrah Britanskega imperija je osvojila zlato medaljo v štafeti 4x110/220 jardov leta 1934. 